# Ion Ivanovici
Ion Ivanovici, także jako Iosif i Josef Ivanovici (ur. 28 stycznia 1845 w Timișoarze, zm. 28 września 1902 w Bukareszcie) – rumuński kompozytor. 
Był kierownikiem i kompozytorem w zespole wojskowym. Muzyką zainteresował się, kiedy jako dziecko rozpoczął naukę gry na flecie. Dzięki talentowi w 1900 roku został mianowanym Inspektorem Muzyki Wojskowej, którą to pozycję piastował aż do śmierci. Swoje umiejętności kształcił pod kierunkiem Emila Lehra. Jego najbardziej znaną kompozycją jest walc „Fale Dunaju”, jednak w ciągu życia skomponował ponad 350 utworów, m.in.:

## Wybrane kompozycje
- „Souvenir Moskau” („Soubenir from Moscow”)
- „Romania's Heart Waltz”
- „Meteor Waltz”
- „Wild Flowers Waltz”
- „Agatha Waltz”
- „Military March”
- „Souvenire Quadrille”
- „Roses from the Orient”
- „La bella Roumaine”
- „Anniversary Waltz”
- „Poker Polka”
- „Magic of Mountains”